# Louis Köster
Louis Köster (* 25. Januar 2003 in Witten) ist ein deutscher Fußballspieler. Er steht seit Ende Januar 2025 bei Holstein Kiel unter Vertrag.

## Sportliche Laufbahn
Köster begann beim FC Herdecke-Ende mit dem Fußballspielen. Im Alter von 12 Jahren wechselte er in die Jugendabteilung von Borussia Dortmund, verließ den BVB allerdings ein Jahr später zum Rivalen Schalke 04. Dort durchlief er alle Jugendmannschaften und spielte sowohl in der B-Junioren- als auch in der A-Junioren-Bundesliga. Außerdem kam er dreimal zum Einsatz für die U16-Auswahl von Westfalen.
Nach dem Ende seiner Juniorenzeit wechselte Köster zur Saison 2022/23 in die fünftklassige Oberliga Nordost zur zweiten Mannschaft von Hansa Rostock. Dort etablierte sich der Flügelspieler sofort als Stammspieler. Im Januar 2023 reiste er mit der Profimannschaft in das Trainingslager nach Belek. Am 5. März 2023 debütierte er unter Patrick Glöckner in der 2. Bundesliga, als er bei einer 0:2-Niederlage gegen den Karlsruher SC kurz vor Spielende eingewechselt wurde. Bis zum Saisonende folgte ein weiterer Kurzeinsatz. Für die zweite Mannschaft erzielte Köster in 24 Oberligaspielen 15 Tore, womit er einen erheblichen Anteil am Gewinn der Meisterschaft in der Staffel Nord und dem Aufstieg in die Regionalliga Nordost hatte. 
Vor der Saison 2023/24 erhielt Köster einen neuen Vertrag bis zum 30. Juni 2025. Als fester Bestandteil der zweiten Mannschaft sollte er mit regelmäßigen Trainingseinheiten bei den Profis an den Profikader herangeführt werden. Köster absolvierte 32 Regionalligaspiele, in denen er vier Tore erzielte, den direkten Wiederabstieg allerdings nicht verhindern konnte. Bei der Profimannschaft, die in die 3. Liga abstieg, stand er unter Alois Schwartz und dessen Nachfolger Mersad Selimbegović in keinem Pflichtspiel im Spieltagskader.
Zur Saison 2024/25 rückte Köster fest in den Profikader auf. Im September 2024 verlängerte er seinen Vertrag. Bis zur Winterpause kam er unter Bernd Hollerbach und dessen Nachfolger Daniel Brinkmann auf vier Einwechslungen in der 3. Liga sowie acht Spiele und sieben Tore für die zweite Mannschaft in der Oberliga Nordost.
Ende Januar 2025 wechselte Köster bis zum Ende der Saison 2024/25 auf Leihbasis in die Regionalliga Nord zur zweiten Mannschaft von Holstein Kiel. In 12 Ligaeinsätzen erzielte er vier Tore, konnte den Abstieg in die Oberliga Schleswig-Holstein allerdings nicht verhindern. Zur Saison 2025/26 wurde Köster schließlich fest verpflichtet und mit einem Profivertrag bis zum 30. Juni 2028 ausgestattet, womit er in die Profimannschaft aufrückte, die zuvor in die 2. Bundesliga abgestiegen war.

## Erfolge
- Meister der Oberliga Nordost Staffel Nord und Aufstieg in die Regionalliga Nordost: 2023 (Hansa Rostock II)

## Privates
Seine Mutter Katja Strauss-Köster (CDU) war von 2009 bis 2025 die Bürgermeisterin der Stadt Herdecke, in der Louis auch aufgewachsen ist. Seit 2025 ist sie Mitglied des Bundestages.